# قنبرآباد (ری)
قنبرآباد (ری)، روستایی از توابع بخش فشاپویه شهرستان ری در استان تهران ایران است.

## جمعیت
این روستا در دهستان کلین قرار دارد و براساس سرشماری مرکز آمار ایران در سال ۱۳۸۵، جمعیت آن ۷۶ نفر (۲۰خانوار) بوده‌است.

## تپه باستانی قنبر آباد
یک تپه باستانی رها شده و در عدم بی توجهی بین زمین های نا مشخص و نا کاربری در مجاورت آراد کوه شهرری، جاده چرمشهر و به ورامین و شهرری می باشد.